# Edward Czopór
Edward Czopór (ur. 14 maja 1887 w Białej Cerkwi, zm. 19 maja 1958) – pułkownik uzbrojenia Wojska Polskiego, kawaler Orderu Virtuti Militari.

## Życiorys
Urodził się 14 maja 1887 w Białej Cerkwi, w rodzinie Franciszka i Teofili z Krajewskich. W 1906 ukończył gimnazjum w Białej Cerkwi i zdał egzamin dojrzałości. Służbę rozpoczął w armii rosyjskiej gdzie do wybuchu I wojny światowej awansował 6 sierpnia 1911 na podporucznika, a 6 sierpnia 1914 na porucznika. W 1918 służył w II Korpusie Polskim. Po bitwie pod Kaniowem, 17 maja 1918 dostał się do niewoli niemieckiej. U kresu I wojny światowej wrócił do Polski z Armią gen. J. Hallera jako dowódca III dywizjonu 1 pułku artylerii polowej. 15 listopada 1918 został przyjęty do Wojska Polskiego. W stopniu majora uczestniczył w wojnie polsko-ukraińskiej (dowódca III Grupy) i wojnie polsko-bolszewickiej (dowódca III dywizjonu w przemianowanym 1 pap na 13 pułk artylerii polowej). 
Został awansowany do stopnia podpułkownika artylerii ze starszeństwem z dniem 1 czerwca 1919. Został oficerem 8 pułk artylerii ciężkiej w Toruniu, w którym w 1923 był zastępcą dowódcy pułku. W lutym 1924 został przydzielony do Obozu Szkolnego Artylerii w Toruniu na stanowisko wykładowcy fortyfikacji. Został awansowany do stopnia pułkownika artylerii ze starszeństwem z dniem 1 stycznia 1928. Do 1928 był dowódcą 1 pułku artylerii górskiej w Stryju. Od 21 marca 1928 do 3 sierpnia 1931 sprawował stanowisko dowódcy 2 pułku artylerii górskiej w Przemyślu. Przeniesiony do służby uzbrojenia. Od sierpnia 1931 był zarządcą Głównej Składnicy Uzbrojenia nr 3 w Przemyślu. Został szefem uzbrojenia Dowództwa Okręgu Korpusu Nr I.
Był członkiem oddziału Polskiego Białego Krzyża w Przemyślu.
Po wybuchu II wojny światowej w okresie kampanii wrześniowej pełnił funkcję szefa uzbrojenia Armii „Warszawa”. Brał udział w obronie Warszawy. Zmarł 19 maja 1958 i został pochowany na cmentarzu wojskowym przy ul. Prandoty w Krakowie (kw. 7 woj.-wsch.-7). 

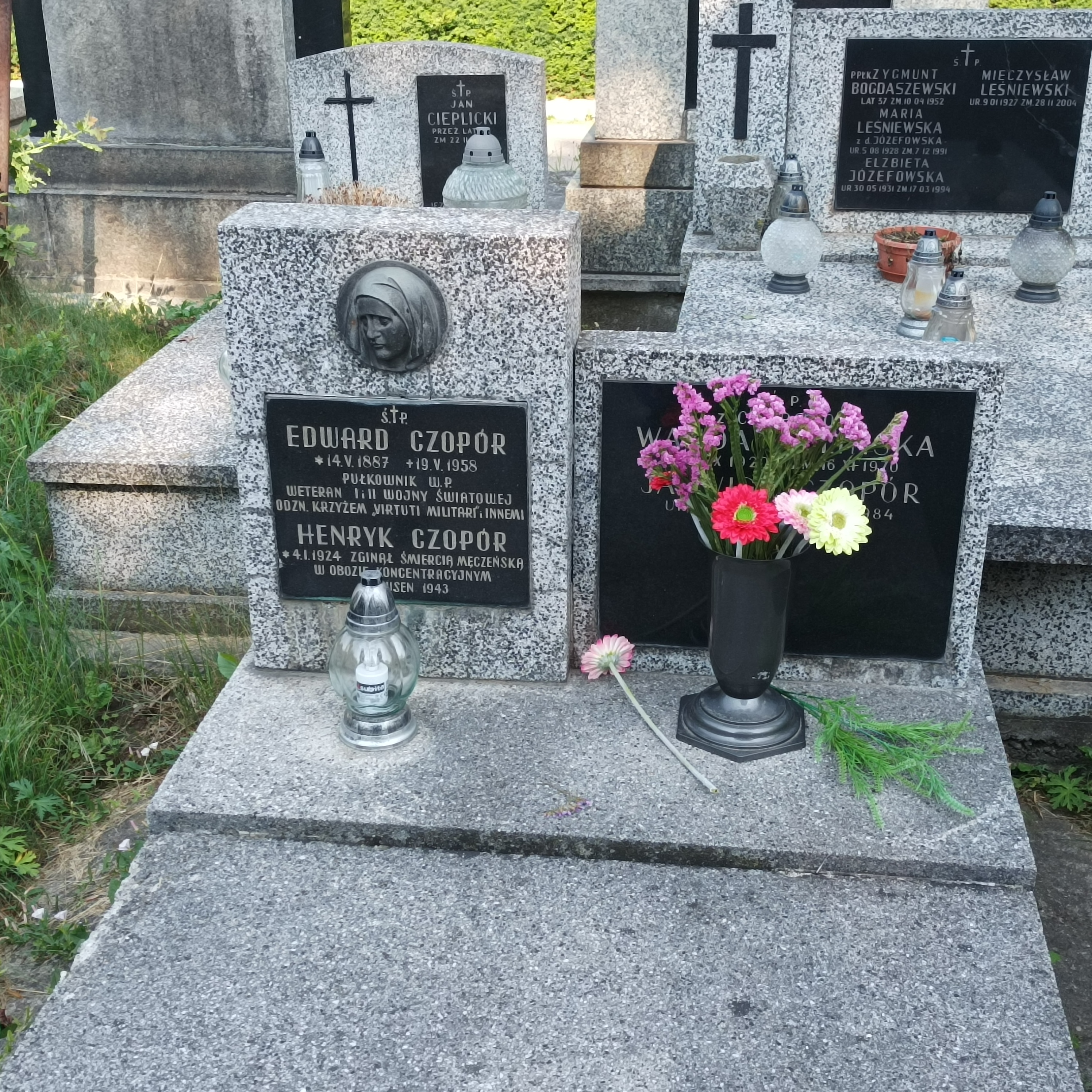
Grób płka Edwarda Czopóra na cmentarzu wojskowym przy ul. Prandoty w Krakowie

Był mężem Jadwigi z Budkowskich. Mieli córkę Wandę (ur. 1920) i syna Tomasza (ur. 1924).

## Ordery i odznaczenia
- Krzyż Srebrny Orderu Virtuti Militari nr 1390[2]
- Krzyż Walecznych
- Złoty Krzyż Zasługi (10 listopada 1928)[18][19][20]
- Oficer Orderu Palm Akademickich (Francja)
- Medal Pamiątkowy Wielkiej Wojny (Francja)
- Medal Zwycięstwa (Médaille Interalliée)